# Культ алое (Арденство)
Культ алое (з араб. عبادة الألوة, поклоніння алое) — новітня релігія, інформації про яку досить мало через закритість культу і невелике розповсюдження. 
Серед інших народних назв, корисне алое називають «рослиною, що палає» лат. ardens plant, ніби через те, що вона знищую, відштовхує від’ємну енергію, позбавляє людину недугів, «спалює» їх. Саме від слова ardens походить назва релігії —арденство; віряни, прибічники культу алое — арденти. Мова служіння арабська.

## Історія арденства
Історична «батьківщина» алое — посушливі області Африки, Мадагаскару, острова Сокотра, Макаронезії та на півдні Аравійського півострова. Саме на цих територіях у XXI столітті виник культ алое як релігія, прибічників якої на даний час нараховується близько 10 тисяч.

## Символ арденства
Прибічники цієї релігії вклоняються алое, вважаючи її священною рослиною, яка породжує життя. Алое виступає як сила духовного збагачення, яка наповнює людину енергією життя.

## Віра
Арденти проти самогубства. Вони вважають, що, скоївши самогубство, людина проклинає священну алое, цим людина паплюжить і не поважає величну силу алое, і втрачає життя назавжди. Для ардентів смерть існує лише в такій формі. Все інше вони вважають сновидінням. Обряд поховання обов'язково проходить посеред алое, і померлого обкладають з усіх боків листями рослини, бо вірять, що саме так людина вбере в себе всю енергію життя алое і переродиться.

## Прибічники віри
Ученим удалося дізнатися прізвища деяких прибічників віри, які, за даними науковців, є зачинателями цієї віри:
- Абдалла Амір
- Підлужин Нігірян
- Шараф Ель Дін